# 부부재산계약
부부재산계약(夫婦財産契約, 영어: prenuptial agreement, antenuptial agreement, premarital agreement) 또는 단순히 프리넙(영어: prenup)은 결혼을 할 의사를 가진 당사자가 결혼전 결혼후 형성되는 재산에 대하여 법률관계를 결혼전에 미리 약속하는 계약을 말한다. 대한민국 민법은 부부재산계약이 자유로이 체결되는 것을 보장하고 있다. (제829조 1항). 이 계약은 부부 서로 뿐만 아니라 승계인이나 제3자와의 관계에도 영향을 미치므로 거래의 안전을 위해 등기하지 않으면 안된다.
이러한 약정은 혼인성립 전까지에 그 등기를 해야 하나 대항요건에 불과하다. 부부가 혼인성립 전에 그 재산에 관하여 약정한 때에는 혼인 중 이를 변경하지 못하는 것이 일반적이나 정당한 사유가 있는 때에는 법원의 허가를 얻어 변경할 수 있다. 또한 부부의 일방이 다른 일방의 재산을 관리하는 경우에 부적당한 관리로 인하여 그 재산을 위태하게 한 때에는 다른 일방은 자기가 관리할 것을 법원에 청구할 수 있고 그 재산이 부부의 공유인 때에는 그 분할을 청구할 수 있다.
예를 들어, 남편은 아내와 혼인신고하기 전에 남편 소유 토지 지분 1/2을 아내에게 넘겨주고 혼인생활 중 가사와 관련하여 발생하는 아내의 채무를 10억 원 범위 내에서 연대하여 책임지기로 약정하였다.

## 형식
- 제1조 (목적)
- 제2조 (보유재산)
- 제3조 (관리)
- 제4조 (협조)
- 제5조 (이혼)
- 제6조 (기타사항)
- 제7조 (분쟁해결)
- 제8조 (특약사항)

## 서구 국가의 경우
유효한 혼전 계약은 서면으로 해야하며 당사자는 독립적인 변호사에 의해 대리되어 한다. 계약에 서명해야 하지만 약속이 약속자에 의해 수행, 또는 피약속인이 구두 계약을 불이익되게 신뢰한 경우 구두 계약은 여전히 이행되어야 한다.

## 같이 보기
- 재산분할청구권

## 참고 문헌
- "결혼해도 내것은 내것, 네것은 네것" 혼전 재산분할 계약하는 부부 늘어 조선일보 2013.03.05
- 조선일보 혼전(婚前) 재산 분할 계약 김광일